# Mariano Rojas
Rojas  Gil est un nom espagnol. Le premier nom de famille, en général paternel, est Rojas ; le second, en général maternel, souvent omis, est Gil.
Mariano Rojas Gil, né le 12 juin 1973 à Cieza et mort le 23 juin 1996 à Murcie des suites d'un accident de voiture, est un coureur cycliste espagnol.

## Biographie
Mariano Rojas est né dans la province de Murcie. Dès les amateurs il se fait remarquer pour ses qualités de sprinteur. Il passe professionnel à l'âge de 20 ans. Régulièrement placé en tant que sprinteur, il obtient également de bons résultats au classement général de certaines courses par étapes. Il est le compagnon de chambre de Laurent Jalabert qui sera très affecté par sa disparition brutale juste avant le Tour de France 1996 pour lequel il était sélectionné. Mariano Rojas avait un jeune frère José Joaquín, coureur professionnel depuis 2006.
Le vendredi 21 juin 1996, alors qu'il se rend aux championnats d'Espagne, sa voiture entre en collision avec un camion et est percutée par une autre voiture. Il est évacué dans un état désespéré vers l'hôpital de Murcie. Deux jours plus tard, il décède de ses blessures à la suite d'une greffe de foie.

## Palmarès
- 1994
  - 2e du Trofeo Manacor
- 1995
  - 3e du Tour d'Andalousie
- 1996
  - 2e du Circuit de la Sarthe
  - 3e du Tour de la Communauté valencienne

## Résultat sur le Tour de France
- Tour de France 1995 : abandon (15e étape)